# Stuart Bennett
Stuart Alexander Bennett (Preston, 10 de agosto de 1980) es un comentarista, actor y exluchador profesional británico. Actualmente trabaja como comentarista para la empresa WWE, donde se presenta en la marca SmackDown bajo el nombre de Wade Barrett. Otros nombres con los que se ha presentado incluyen a Bad News Barrett y King Barrett. 
En sus logros se destacan cinco reinados como Campeón Intercontinental de la WWE y ser el ganador de la primera temporada de NXT, el Campeonato Sureño en Parejas de la OVW y el Campeonato en Parejas de la FCW. También ganó el King of the Ring 2015 tras vencer a Neville en la final. Además fue el fundador y líder de The Nexus y The Corre.

## Carrera

### Inicios
Bennett fue entrenado por Jon Richie y Al Snow. Hizo su debut profesional en junio de 2004 como un participante sorpresa en una Battle Royal de 30 hombres en NWA Hammerlock Wrestling bajo el nombre de "Stu Sanders". Sanders también actuó en numerosos eventos de Dropkixx Wrestling, Real Quality Wrestling y All Star Wrestling , así como lucha en Gales para Welsh Wrestling. En junio de 2005 venció a Danny Beckwith por el Campeonato de peso pesado Dropkixx IWC. En 2005, se peleó conNick Aldis y Danny Dexter en Dropkixx Wrestling.

### World Wrestling Entertainment / WWE (2007–2016)

#### Territorios de desarrollo (2007–2010)
En octubre de 2007, Bennett firmó un contrato con la World Wrestling Entertainment y fue asignado al territorio de desarrollo, la Ohio Valley Wrestling. Hizo su debut bajo el nombre de Stu Sanders, siendo derrotado por Ace Steel. Más tarde formó un equipo con el también inglés Paul Burchill, compitiendo en la división de parejas, teniendo un feudo con the Major Brothers. El 2 de enero de 2008, derrotaron a Colt Cabana & Charles Evans en un torneo por el Campeonato Sureño en Parejas de la OVW, ganando los títulos. Ambos mantuvieron el título casi dos meses antes de perderlo contra Los Locos (Ramón y Raúl) en un combate en el que también participaron The Insurgency (Ali & Omar Akbar) y The Mobile Homers (Ted McNaler & Adam Revolver). Después de que la WWE terminara su relación con la OVW como territorio de desarrollo, fue trasladado a la Florida Championship Wrestling.
En la FCW, formó otro equipo con el escocés Drew McIntyre, siendo conocidos como The Empire. El 6 de mayo de 2009, derrotaron a The Puerto Rican Nightmares (Eddie Colón & Eric Pérez) para ganar el Campeonato en Parejas de Florida de la FCW. Perdieron el título de nuevo contra los excampeones el 17 de julio de 2008. Tras su derrota, el equipo se separó y comenzó a luchar bajo su verdadero nombre, antes de cambiar a Lawrence Knight, el 9 de octubre de 2008. En agosto de 2009, Bennett cambió su nombre a Wade Barrett. En este tiempo, debido a que los comentaristas de la FCW, Josh Mathews y Byron Saxton, fueron llamados al roster principal, comenzó a trabajar como comentarista junto a Dusty Rhodes.

#### 2010

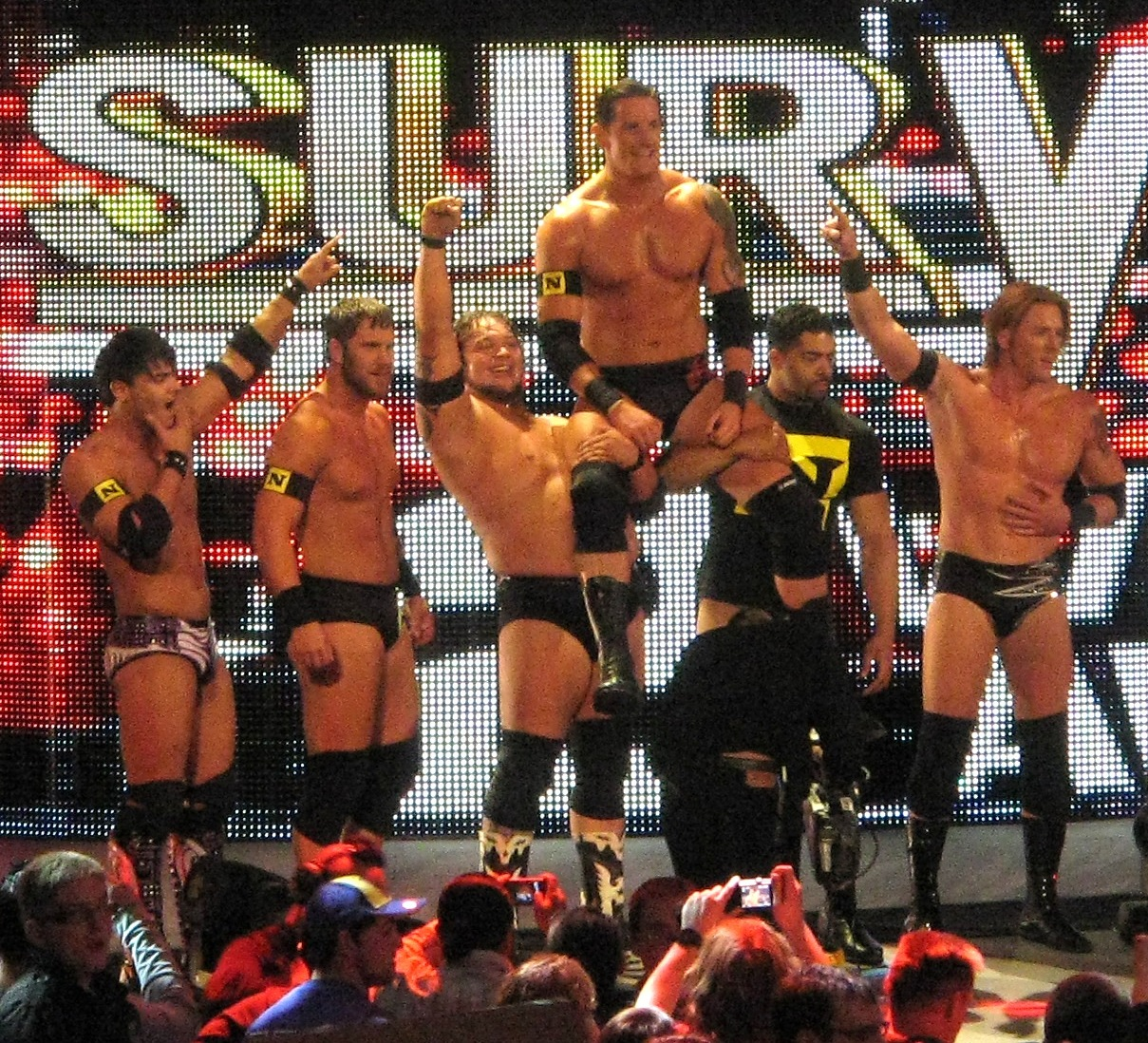
En su debut en la WWE, Barrett se alzó como el líder de The Nexus, un stable de luchadores de NXT.

El 16 de febrero de 2010 se anunció que Barrett competiría en NXT, con Chris Jericho como su mentor. Hizo su debut, como Heel en el episodio inaugural de NXT el 23 de febrero, al presentar a su mentor Jericho, antes de la pelea entre Jericho y Daniel Bryan. Barrett hizo su debut en el ring en el siguiente episodio de NXT, derrotando a Bryan. es junto a David Otunga y Justin Gabriel uno de los 3 finalistas. En la edición del 1 de junio de WWE NXT Barrett resultó ganador, quedando Otunga en segundo lugar y Gabriel, en tercero. Después de ganar NXT, fue enviado a la marca RAW. Sin embargo, el 7 de junio de 2010 en Raw, Barrett y los demás Rookies de NXT, siendo conocidos como The Nexus, atacaron a John Cena, The Straight Edge Society y varios empleados y destrozaron equipos de alrededor del ring. A la semana siguiente, fue despedido por el General Mánager de RAW, Bret Hart (Kayfabe), pero ante los insistentes ataques del Stable, dos semanas después fueron contratados por Vince McMahon, a quien también atacaron. Debido a los continuos ataques a Cena y otras superestrellas de la empresa, en SummerSlam se pactó un 7-on-7 Tag Team match entre el Team WWE (Cena, Bret Hart, Daniel Bryan, Chris Jericho, Edge, R-Truth & John Morrison) y The Nexus (Barrett, Michael Tarver, Justin Gabriel, David Otunga, Heath Slater, Skip Sheffield & Darren Young), siendo Nexus derrotado luego que Barrett fuera el último eliminado por Cena. Tras esto, usó su cláusula como ganador de NXT, obteniendo una lucha en Night of Champions luchando contra el Campeón de la WWE Sheamus, John Cena, Edge, Chris Jericho y Randy Orton lucha la cual ganó este último. Sin embargo, Barrett eliminó durante la lucha a John Cena.
Finalmente, Barrett y Cena se enfrentaron en un combate en Hell in a Cell en el que si perdía Cena, se uniría a Nexus, pero si perdía Barrett, Nexus se disolvería. Durante la lucha, Barrett ganó gracias a la intervención de Husky Harris y Michael McGillicutty, por lo que Cena se unió a Nexus. Luego, participó en una Battle Royal para elegir un contendiente al Campeonato de la WWE en Bragging Rights, donde ganó después de ordenar a Cena que se auto-eliminara. Sin embargo, en medio del evento Cena le hizo perder a Barrett la oportunidad de tener el Campeonato de la WWE, ya que le aplicó un "Attitude Adjustment", ganando solo por descalificación. En Survivor Series perdió frente a Randy Orton en un combate por el Campeonato de la WWE con John Cena de árbitro; donde si Orton ganaba, Cena sería despedido de la WWE, pero si Barrett ganaba sería libre de The Nexus. Sin embargo Orton ganó el combate, por lo que Barrett despidió a Cena de la WWE (Kayfabe). Sin embargo, Cena siguió atacando a los miembros de Nexus, por lo que, por la presión del grupo, decidió recontratarle el 13 de diciembre de 2010. Finalmente, en TLC: Tables, Ladders and Chairs, se enfrentó a Cena en un Chairs Match, donde Barrett fue derrotado. El 27 de diciembre fue reemplazado por CM Punk como nuevo líder de Nexus.

#### 2011

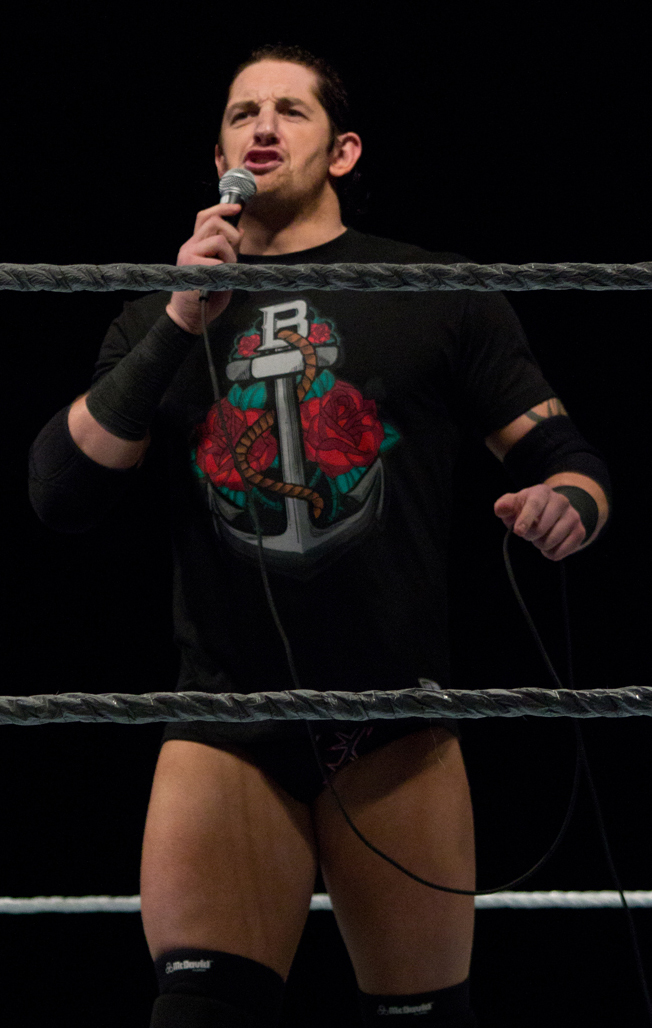
En 2011, comenzó la Barrett Barrage, un push individual en el que Bennett tuvo un gimmick más agresivo.

El 3 de enero de 2011, se enfrentó en RAW a Randy Orton y Sheamus en un Steel Cage Match con una oportunidad al Campeonato de la WWE en juego, bajo la condición de que si ganaba, sería de nuevo el líder de Nexus, pero si perdía, saldría del grupo. Durante el combate, CM Punk acudió a ayudar a Barrett, pero le atacó, le quitó su banda de Nexus y le tiró desde lo alto de la jaula. Al final, Orton ganó el encuentro, saliendo Wade de Nexus. Tras esto, fue traspasado a SmackDown, haciendo su debut el 4 de enero (transmitido el 7 de enero), atacando a Big Show. En el SmackDown siguiente se unió a Slater y Gabriel atacando a Big Show, uniéndoseles Ezekiel Jackson, formando un nuevo grupo llamado The Corre.
En Royal Rumble luchó en el Royal Rumble Match entrando #30 logrando eliminar a Rey Mysterio y a Diesel pero no logró ganar al ser eliminado por Randy Orton. En la edición tranmitida el 4 de febrero derrotó a The Big Show clasificándose a la Elimination Chamber Match de SmackDown! a disputarse en el evento Elimination Chamber. Sin embargo, Show fue introducido a última hora, quien le eliminó de la Elimination Chamber. En las grabaciones de Smackdown del 22 de marzo (transmitido el 25 de marzo) derrotó a Kofi Kingston ganando el Campeonato Intercontinental. Luego en WrestleMania XXVII The Corre se enfrentó a The Big Show, Kane, Kofi Kingston & Santino Marella, pero perdieron el combate.
Debido a que Slater & Gabriel no podían derrotar a los Campeones en Pareja de la WWE Big Show & Kane, él y Ezekiel Jackson lo intentaron en Extreme Rules, pero fueron derrotados. Debido a sus derrotas, The Corre atacó a Jackson, expulsándole del grupo. El 22 de mayo en Over the Limit, Barrett perdió la lucha vía descalificación frente a Jackson, debido a la interferencia de Gabriel y Slater reteniendo así el Campeonato Intercontinental. En SmackDown el 4 de junio volvió a pelear contra Ezekiel Jackson por el Campeonato Intercontinental, reteniéndolo debido a que Gabriel y Slater interfirieron atacando a Jackson y después Wade se fue dejando solos a Gabriel y Slater.
Una semana después, Barrett luchó junto a Gabriel & Slater contra Ezekiel Jackson & The Usos ganando al abandonar Barrett a sus compañeros. Más tarde, en backstage, Gabriel y Slater le dijeron a Barrett que The Corre se había terminado. En Capitol Punishment perdió su Campeonato Intercontinental ante Jackson por rendición. El 22 de junio (transmitido el 24 de junio) en SmackDown tuvo su revancha por el Campeonato Intercontinental, pero volvió a ser derrotado. En Money in the Bank, perticipó en el SmackDown Money in the Bank Ladder Match, pero fue derrotado por Daniel Bryan.
Tras su derrota, Barrett le dijo a Bryan que no mereció ganar el combate y la oportunidad titular, enfrentándose ambos en SummerSlam, donde Barrett salió victorioso y en el Dark Match de Vengeance donde nuevamente ganó. En el episodio del 21 de octubre de SmackDown, Barrett descartó sus alianzas pasadas como una "legión de parásitos" y afirmó que la única persona que necesitaba para el éxito era él mismo. Juró que el "Barrett Barrage" apenas estaba comenzando. Barrett siguió este anuncio al vencer a Daniel Bryan. Tras esto, recibió un fuerte push al empezar una racha de victorias, ganando a John Morrison, Trent Barreta, Sheamus y Randy Orton en la competencia individual entre los luchadores con Randy Orton, empezando un feudo entre ambos que les llevaría a capitanear sus propios equipos en Survivor Series, donde el Team Barrett (Barrett, Cody Rhodes, Hunico, Jack Swagger & Dolph Ziggler) derrotó al Team Orton (Orton, Kofi Kingston, Sin Cara, Sheamus & Mason Ryan), siendo uno de los dos sobrevivientes junto a Rhodes al eliminar finalmente a Orton. Barrett continuó su enemistad con Orton atacándolo y distrayéndolo durante los partidos. En el episodio del 9 de diciembre de SmackDown, Barrett y Orton fueron puestos en dos combates de Beat the Clock, y el ganador eligió la estipulación para su combate en TLC: Mesas, Escaleras y Sillas. Barrett derrotó a Ezekiel Jackson en 7:53, pero Orton venció a Dolph Ziggler en 7:51 y eligió un partido de mesa. Sin embargo, en TLC: Tables, Ladders and Chairs, fue derrotado por Orton en un Tables Match. Su feudo terminó el 28 de diciembre (transmitido el 30 de diciembre), cuando se enfrentaron en un Falls Count Anywhere Match, ganando Wade tras lanzar a Orton por unas escaleras, lesionándole y dejándolo fuera por un corto tiempo.

#### 2012
Participó en el Royal Rumble, pero fue eliminado por Randy Orton. Finalmente, el feudo entre ambos terminó en un Falls Count Anywhere match, siendo derrotado. También participó en Elimination Chamber por el Campeonato Mundial Peso Pesado en un Elimination Chamber Match, pero fue eliminado por Santino Marella. El 20 de febrero en RAW participó en un Battle Royal match para ser contendiente al Campeonato de la WWE en WrestleMania XXVIII pero fue eliminado por Marella. Ese mismo día se informó de que se había lesionado al tener una discolocación de su codo, teniendo que estar inactivo entre 4 y 5 meses.
En la edición de RAW del 13 de agosto se emitieron unas promos que anunciaban su regreso y las semanas siguientes se continuaron emitiendo promos de su regreso. El 7 de septiembre en SmackDown, Barrett regresó derrotando a Yoshi Tatsu. Después de su regreso, tuvo una extensa una racha de victorias frente a luchadores como Tyson Kidd, Justin Gabriel y otros competidores. Sin embargo, su primera derrota desde su regreso fue frente a Sheamus el 22 de septiembre en SmackDown en un Lumberjack Match. Participó en Survivor Series en el Team Ziggler (Dolph Ziggler, Barrett, Alberto Del Rio, Damien Sandow & David Otunga), llevándose la victoria tras vencer al Team Foley (Randy Orton, The Miz, Kofi Kingston, Daniel Bryan & Kane), a pesar de haber sido eliminado por Miz. Durante el combate logró eliminar a Kofi Kingston, empezando un feudo con él. La siguiente noche en RAW, Barrett derrotó a Kingston, ganando una oportunidad al Campeonato Intercontinental de Kingston.

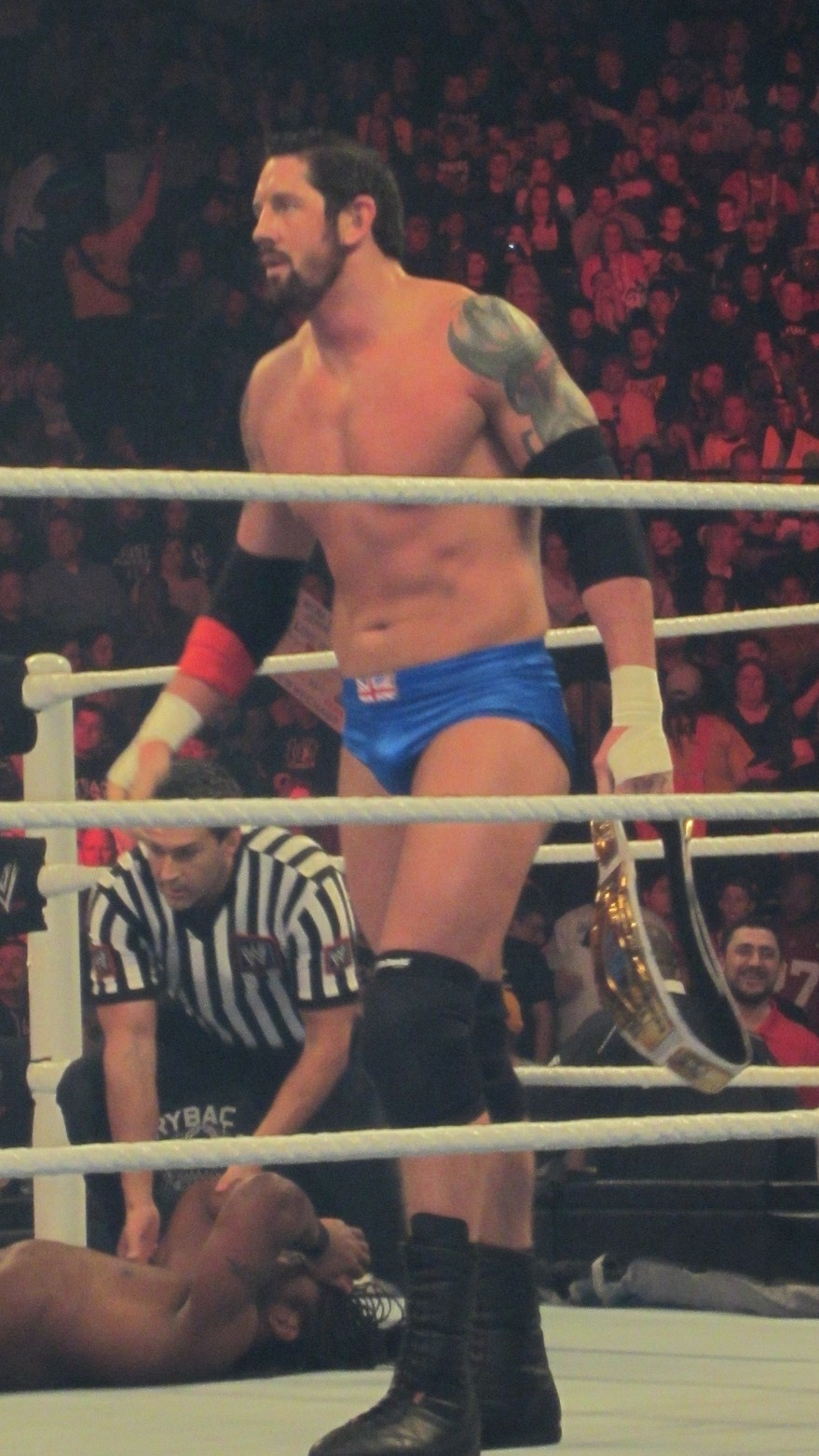
Barrett durante su segundo reinado como Campeón Intercontinental.

El 3 de diciembre en RAW, Barrett recibió una oportunidad por el Campeonato de los Estados Unidos frente a Antonio Cesaro, R-Truth y Kingston, pero Cesaro retuvo el Título. Finalmente Barrett y Kingston se enfrentaron por el Campeonato Intercontinental en TLC: Tables, Ladders & Chairs, pero fue derrotado. Finalmente, volvieron a enfrentarse el 29 de diciembre (transmitido el 31 de diciembre) en RAW, donde esta vez Barrett ganó a Kingston, consiguiendo su segundo Campeonato Intercontinental.

#### 2013
El 4 de enero en el primer SmackDown, retuvo exitosamente el Campeonato Intercontinental contra Kofi Kingston. Barrett participó del Royal Rumble 2013 entrando como el número 18, pero fue eliminado por Bo Dallas. Debido a su eliminación, Barrett se tomó venganza de Dallas, eliminándole después y atacándole. Esto provocó que Barrett retara a Dallas a una lucha no titular la noche siguiente en RAW, donde fue derrotado. El 18 de marzo en RAW defendió el Campeonato exitosamente contra The Miz y Chris Jericho. Sin embargo, perdió el título frente a The Miz en el Pre-Show de WrestleMania 29 cuando le forzó a rendir con una Figure Four Leg-lock. La noche siguiente en RAW, recuperó el título al vencer a Miz. El 17 de abril en Main Event, Barrett logró vencer a Justin Gabriel en un combate donde el Campeonato Intercontinental estaba en juego. Durante el siguiente mes, Barrett continuó su feudo con The Miz, siendo involucrado en la rivalidad Fandango en torno al Campeonato Intercontinental. Sin embargo, lo perdió en Payback ante Curtis Axel en un combate donde también participó Miz. El 19 de junio (transmitido el 21 de junio) en SmackDown! tuvo su revancha por el título contra Curtis Axel pero no logró ganar.
En Money in the Bank participó en el combate por el maletín del World Heavyweight Championship, pero no logró ganar. El 5 de agosto en RAW, por órdenes de Vince McMahon, Barrett iba a afeitar la barba de Daniel Bryan; sin embargo Bryan le atacó y finalmente Barrett fue afeitado por él. Debido a esto ambos se enfrentaron la misma semana en SmackDown!, donde Barrett fue derrotado por Bryan cuando le forzó a rendir con una "YES! Lock". En la revancha en RAW, Barrett venció a Daniel con la ayuda del árbitro de ese combate, Brad Maddox. Sin embargo la misma semana en SmackDown!, Barrett fue derrotado por Bryan en un No Disqualification Match luego que Triple H acudiera a impedir una interferencia de McMahon y Maddox y realizó la cuenta de tres. La rivalidad entre ambos terminó en SmackDown el 20 de agosto (transmitido el 23) con Bryan derrotando a Barrett en un Steel Cage match. Tras eso, se ausentó de la WWE por problemas con su visa de trabajo en EE. UU. Él fue reintroducido como un no luchador en el episodio del 2 de diciembre de Raw como Bad News Barrett, un personaje que había asumido en la serie web The JBL and Cole Show.

#### 2014
En la edición del 15 de enero de Main Event, Barrett anunció que participaría en la Royal Rumble 2014, pero más adelante fue sacado de la misma por razones sin aclarar. Fue, sin embargo, anunciado para dicha lucha en la edición del 24 de enero de SmackDown. Él escribió en su Twitter el 24 de enero que había renunciado a su lugar para dar paso a una leyenda de la WWE relacionada con el vudú, indicando un retorno de Papa Shango, lo que no ocurrió tampoco. En el episodio del 17 de febrero de Raw, apareció en un segmento tras bastidores con Cody Rhodes y Goldust, donde pateó una colección de muñecos de luchadores de una mesa cuando Rhodes y Goldust estaban jugando con ellos. En Elimination Chamber, apareció varias veces después de algunas luchas. Durante estos segmentos, insultó a los Minnesota Vikings, a los fanáticos de Daniel Bryan, al equipo olímpico estadounidense de invierno y a Hulk Hogan, quien iba a regresar a la WWE.
Regresó al ring en el episodio del 7 de abril de Raw, derrotando a Rey Mysterio. Continuó su exitoso regreso en la edición del 11 de abril de SmackDown con una victoria sobre Kofi Kingston. En la edición del 14 de abril de Raw, Barrett derrotó a Dolph Ziggler en la primera ronda del torneo para decidir al retador #1 por el Campeonato Intercontinental en Extreme Rules. En el episodio del 21 de abril de Raw, Barrett derrotó a Sheamus para avanzar a la final del torneo. Barrett derrotó a Rob Van Dam en la edición del 28 de abril de Raw en la ronda final del torneo. En Extreme Rules, derrotó a Big E, ganando por cuarta vez el Campeonato Intercontinental. Luego venció a Rob Van Dam en Payback para retener su Campeonato Intercontinental vía pinfall. En la edición del 9 de junio de Raw, él compitió en una lucha clasificatoria por el Campeonato Mundial Peso Pesado de la WWE en Money in the Bank 2014 pero falló después de ser derrotado por Sheamus. En el episodio del 23 de junio de Raw, Triple H lo puso en el Money in the Bank Ladder Match por un contrato por una lucha por el Campeonato Mundial Peso Pesado de la WWE. Esa misma noche él derrotó a Dolph Ziggler para retener el Campeonato Intercontinental. La noche siguiente en las grabaciones de SmackDown, Barrett se dislocó su hombro después de ser arrojado contra una barricada en una lucha contra Jack Swagger; después de este incidente Barrett fue eliminado de su lucha en el Money in the Bank Ladder Match y reemplazado por Dean Ambrose añadido a la lucha por Triple H a petición de Seth Rollins, ya que Ambrose amenazaba con perturbar el PPV. Después de Money in the Bank el campeonato intercontinental fue puesto vacante debido a su lesión. Hizo su regreso en el RAW del 29 de diciembre, enfrentándose a Cesaro.

#### 2015
En el episodio del 5 de enero en Raw, Bad News Barrett derrotó a Dolph Ziggler, así ganando el Campeonato Intercontinental por quinta vez en su carrera. El 2 de febrero, Dean Ambrose lo desafió a una lucha por el campeonato pero Bad News Barrett no aceptó. En el episodio del 16 de febrero, Bad News Barrett fue atacado por Dean Ambrose, quien lo amarró al poste obligándolo a firmar el contrato, pactándose así una lucha entre ambos por el Campeonato Intercontinental en FastLane. En FastLane retuvo el campeonato por descalificación de Dean Ambrose. Luego su título fue robado por Dean Ambrose, Dolph Ziggler, R-Truth, Luke Harper y Stardust. Así pactándose una lucha de escaleras en WrestleMania 31 donde perdió el título, siendo el ganador Daniel Bryan.
El 13 de abril en Raw lucho contra John Cena por el Campeonato de los Estados Unidos perdiendo. En Extreme Rules perdió ante Neville. En el episodio del 28 de abril de 2015 de Raw, Barrett competiría en el torneo King of the Ring 2015, ganó el King Of The Ring, tras vencer a Dolph Ziggler en primera ronda por distracción de Sheamus a Dolph Ziggler. En el 28 de abril, venció a R-Truth en la semifinal y por último, Bad News Barrett se convirtió en el King Of The Ring 2015 al derrotar a Neville vía Bullhammer en la final. Se cambió el nombre a King Barrett. El 18 de mayo en Raw derrotó a Neville. King Barrett participó en el combate Elimination Chamber por el Campeonato Intercontinental vacante, pero fue el primero en ser eliminado por R-Truth. El 1 de junio en Raw se enfrentó ante Roman Reigns donde perdió. El 11 de junio en SmackDown se enfrentó ante Jack Swagger donde ganó cubriéndole por un Bull Hammer. En Money In The Bank, King Barrett perdió ante R- Truth donde R-Truth se puso la capa y la corona de él. El 15 de junio en Raw King Barrett derrotó a R-Truth por un  Bull Hammer  donde lo atacó. El 19 de junio en Main Event derrotó a Heath Slater. El 22 de junio, King Barrett derrotó a Zack Ryder por un  Bull Hammer donde Ganó Una Vez Más. En el Raw del 29 de junio Barrett Derrotó a Jack Swagger aplicándole un  Bull Hammer así Ganando de Nuevo. En el 6 de julio King Barrett Derrotó a R Truth cubriéndolo con un  Bull Hammer desde el aire. En la edición del 13 de julio en Raw Barrett se enfrentó ante R-Truth donde perdió siendo cubrido por un What's Up.
En Smackdown Barrett derrotó a Jack Swagger cubriéndolo con un  Bull Hammer  donde ganó, pero más tarde aparece R-Truth donde le dice que el ganará la corona en Battleground 2015. derrotó a R-truth en battleground así terminando su feudo.
El 3 de agosto en Raw Barret derrotó a Zack Ryder. El 10 de agosto perdió ante Neville pero uniéndose con Stardust tras atacar a Neville. En summerslam king barrett y stardust salieron derrotados por neville y amell. El 24 de agosto en raw fue atacado por stardust . Hizo su regreso atacando a Neville y luego a Stardust cambiando a tweener. El 19 de octubre en RAW,  King Barrett, Sheamus & Rusev vencieron a Cesaro, Neville & Dolph Ziggler. En el Kick-Off de Hell in a Cell, Barrett, Sheamus & Rusev fueron vencidos por Cesaro, Neville & Ziggler en la revancha. En la edición de Raw del 9 de noviembre apoyo a Sheamus en su combate contra Cesaro, después fue abofeteado por Wayne Rooney cuando lo provocó. En el episodio del 30 de noviembre de Raw, después de interferir en la defensa del título del Campeonato Mundial Peso Pesado de la WWE de Sheamus contra Reigns, Sheamus anunció la formación de The League of Nations estable junto a Barrett, Rusev y Alberto Del Rio. 

#### 2016
El 14 de enero de 2016, ayudó a Alberto del Río a recuperar el Campeonato de los Estados Unidos contra Kalisto, y a la fecha, ha aparecido como acompañante de Rusev y Del Río, pero sin involucrarse a contactos físicos debido a una lesión. El 7 de marzo en Raw, Barrett junto con Sheamus y Rusev , compitió contra Dolph Ziggler en un 3-1 Handicap Match, donde Barrett fue el único miembro de su equipo en ser eliminado. En Roadblock, Barrett y Sheamus lucharon contra The New Day por el Campeonatos en Parejas de WWE, donde salieron derrotados. En los siguientes episodios de Raw y Smackdown, The League of Nations tuvo un feudo contra The New Day pero todo concluyó en WrestleMania 32 donde The League of Nations venció a The New Day gracias a una interferencia de Barrett. Tras la lucha, aparecieron Shawn Michaels, Mick Foley y Stone Cold Steve Austin confrontaron a The League of Nations para luego, vencerlos.
Al día siguiente en Raw, Barrett y Sheamus se enfrentaron nuevamente a The New Day por los Campeonatos en Parejas de WWE, pero fueron derrotados. Tras la lucha, Barrett fue traicionado por Sheamus, Del Río y Rusev, ya que lo consideraron el "eslabón débil" del stable , causándole un cambio a Tweener. Barrett fue de los pocos  luchadores que nunca cambio de bando oficialmente, siempre se mantuvo como heel desde su debut en 2007, así como  Rey Mysterio que siempre se ha mantenido como Face. El 6 de mayo, Bennett fue liberado de su contrato junto a otras superestrellas, pero se suponía que este finalizaría en junio.

### Circuito independiente (2017–2019)
Después de casi un año de inactividad, Bennett regresó a la lucha profesional cuando comentó dos eventos de WCPW (What Culture Pro Wrestling): No se arrepiente del 29 de abril de 2017 y los clasificados mexicanos para la Copa del Mundo Pro Wrestling. El 30 de septiembre, Bennett fue anunciado como gerente general en pantalla de Defiant Wrestling, el WCPW renombrado. En el 'No Se lamenta la transmisión en abril de 2018 Bennett relinq Deseaba el papel de Gerente General del recientemente retirado Jay Melrose (AKA Primate).
El 4 de julio de 2018, se anunció que Bennett se uniría a World of Sport Wrestling (WOS) como ejecutivo (en kayfabe) y comentarista.
El 8 de noviembre de 2018, Bennett hizo su debut Lucha Underground en el final de la temporada 4. Aparece en un segmento de estilo epílogo, en el que aparece con un cigarro, y se refiere a su antiguo eslogan utilizado en WWE. Un día después, anunció en Twitter que su nombre sería "El Señor". En diciembre de 2019, Bennett recibió comentarios en color para la National Wrestling Alliance durante su evento Into the Fire PPV. 

### Regreso a WWE como comentarista (2020-presente)
El 26 de agosto de 2020, se confirma el regreso de Bennett a WWE bajo el nombre de Wade Barrett para ejercer como comentarista de la marca NXT, tras más de 4 años fuera de la empresa, y haberse rumoreado su vuelta a la misma en abril para realizar una aparición especial en WrestleMania 36 junto a otros integrantes de The Nexus, stable del que fue partícipe en sus inicios en la compañía, pero esta aparición se descartó debido a la pandemia del covid-19. En agosto de 2022, Bennett anunció que firmó una extensión de su contrato.
El 6 de octubre de 2022, WWE anunció que habían reorganizado sus equipos de comentaristas y entrevistas, con Barrett moviéndose a SmackDown junto a Michael Cole.

## Vida personal
El 15 de junio de 2008, Bennett fue arrestado en Tampa, Florida y acusado de agresión contra un agente de policía (una felonía) y obstrucción a un agente (un delito menor). La detención se produjo fuera del restaurante Champps y Bar (2223 West Shore Boulevard del Norte) a las 2 a. m..
Bennett fue liberado al día siguiente. Según fuentes de la FMC, todos los cargos fueron retirados posteriormente por la policía.
Bennett tiene dos tatuajes. El primero es un tatuaje de alambre de púas en su deltoides izquierdo. Más tarde se amplió para cubrir todo el deltoides. El segundo es un diseño tribal del tatuaje justo debajo del anterior.
También tiene un tatuaje en su brazo izquierdo con una rosa roja con las letras "Culture, Alienation, Boredom and Despair", de la canción "Little Baby Nothing" de la banda británica Manic Street Preachers.
Bennett también filmó su primera película en WWE, apareciendo en Dead Man Down junto con famosas estrellas como Colin Farrell, Noomi Rapace, Terrence Howard y Armand Assante, entre otros. La película se estrenó el 8 de marzo.
Bennett tuvo una relación con la también luchadora de la WWE, Alicia Fox. Es amigo de luchadores como Sheamus y Drew McIntyre.
El 29 de enero de 2021 obtuvo la ciudadanía estadounidense después de 13 años y 5 meses.

## Campeonatos y logros
- Dropkixx

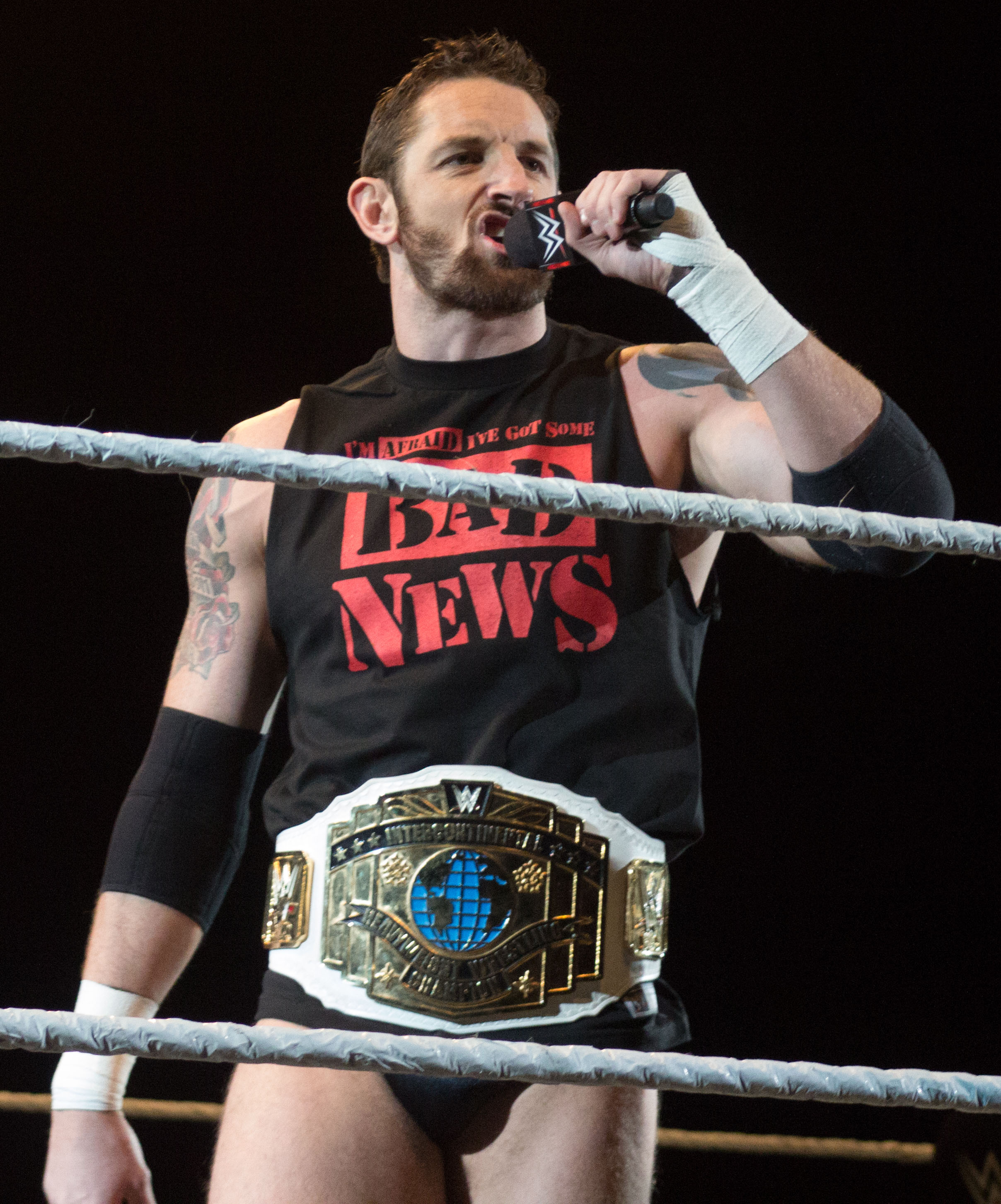
Barret como Campeón Intercontinental.

  - Dropkixx IWC European Heavyweight Championship (1 vez)

- Florida Championship Wrestling
  - FCW Florida Tag Team Championship (1 vez) – con Drew McIntyre[39]

- Ohio Valley Wrestling
  - OVW Southern Tag Team Championship (1 vez) – con Paul Burchill[5]

- World Wrestling Entertainment / WWE
  - WWE Intercontinental Championship (5 veces)
  - King of the Ring (2015)
  - Ganador de NXT (Primera temporada)
  - Slammy Award (1 vez)
    - Shocker of the Year (2010)  – The debut of The Nexus[40]

- Pro Wrestling Illustrated
  - Situado en el Nº109 en los PWI 500 de 2010[41]
  - Situado en el Nº19 en los PWI 500 de 2011[42]
  - Situado en el Nº56 en los PWI 500 de 2012[43]
  - Situado en el Nº21 en los PWI 500 de 2013
  - Situado en el Nº37 en los PWI 500 de 2014
  - Situado en el Nº20 en los PWI 500 de 2015